# لئونارد ساکس
لئونارد ساکس (انگلیسی: Leonard Sachs; ۲۶ سپتامبر ۱۹۰۹ – ۱۵ ژوئن ۱۹۹۰) بازیگر سینما اهل بریتانیا بود.

## فیلم‌شناسی
- جان وزلی (فیلم) (۱۹۵۴) - John Wesley
- اسکار وایلد (فیلم) (۱۹۶۰) - Richard Legallienne
- گلوله آتشین (فیلم) (۱۹۶۵) - Group Captain Pritchard